# هوبارت موير سميث
هوبارت موير سميث (بالإنجليزية: Hobart Muir Smith)‏ هو أستاذ جامعي وعالم حيوانات أمريكي، ولد في 26 سبتمبر 1912 في آيوا في الولايات المتحدة، وتوفي في 4 مارس 2013 في بولدر في الولايات المتحدة.